# Ballina (Tipperary)
Ballina (in irlandese: Béal an Átha) è una cittadina sulle rive del fiume Shannon nella contea di North Tipperary, in Irlanda.